# Kristýna Pálešová
Kristýna Pálešová (Ivančice, 22 de fevereiro de 1991) é uma ginasta tcheca que compete em provas de ginástica artística. 
Palesova foi a única ginasta representante de seu país na ginástica artística feminina nos Jogos Olímpicos de Pequim, em 2008, China.

## Carreira
Kristina iniciou na ginástica aos seis anos de idade, quando sua mãe a levou a um clube local, sendo treinada por Catherine Janeckova. Em 2007, seu primeiro ano como sênior, conquistou a medalha de ouro nas barras assimétricas na Copa do Mundo de Ostrava. Na etapa seguinte, em Glasgow, a ginasta conquistou o bronze no aparelho. Em Cottbus, Kristina conquistou a prata nas paralelas.
Em seu primeiro campeonato internacional de grande porte, o Campeonato Europeu de Amsterdã, conquistou a sétima colocação no concurso geral. Participando do Mundial de Stuttgart, que serviria de classificação para os Jogos Olímpicos de 2008, a ginasta conquistou a vigésima colocação geral individual. No ano de 2008, na etapa de Ostrava da Copa do Mundo, foi medalhista de bronze na trave. No Europeu de Clermont-Ferrand, foi décima primeira no all around. Em sua primeira aparição olímpica, nos Jogos Olímpicos de Pequim, a ginasta fora a única representante de seu país na ginástica. Classificando-se para a final do individual geral, terminou na 21ª colocação, dentre as 24 competidoras.

## Principais resultados
| Ano  | Evento                                    | AA  | Equipe | Salto sobre o cavalo | Trave | Barras assimétricas | Solo |
| ---- | ----------------------------------------- | --- | ------ | -------------------- | ----- | ------------------- | ---- |
| 2007 | Copa do Mundo - Ostrava                   |     |        |                      |       | Medalha de ouro     |      |
| 2007 | Copa do Mundo - Glasgow                   |     |        |                      |       | Medalha de bronze   |      |
| 2007 | Copa do Mundo - Cottbus                   |     |        |                      |       | Medalha de prata    |      |
| 2007 | Campeonato Europeu                        | 7º  |        |                      | 27º   | 20º                 | 46º  |
| 2007 | Campeonato Mundial de Ginástica Artística | 20º |        |                      | 80º   | 15º                 | 82º  |
| 2008 | Copa do Mundo - Ostrava                   |     |        |                      |       | Medalha de bronze   |      |
| 2008 | Campeonato Europeu                        | 11º |        |                      | 53º   | 10º                 | 28º  |
| 2008 | Jogos Olímpicos                           | 21º |        |                      |       |                     |      |